# Poljoprivreda
Poljoprivreda ili poljodjelstvo (lat. agricultura) je sustavni proces proizvodnje hrane za čovjekovu prehranu i ishranu životinja te proizvodnje ostalih tvari uzgajanjem biljaka i životinja. Poljoprivreda je gospodarska djelatnost koja s pomoću kultiviranih biljaka i domaćih životinja uz ljudski rad iskorištava prirodne izvore (tlo, voda, klima) za dobivanje biljnih i životinjskih proizvoda koji se koriste u prehrani ljudi i životinja te kao sirovine za daljnju preradu. Dijeli se na biljnu proizvodnju (ratarstvo, voćarstvo, vinogradarstvo, povrtlarstvo i dr.) i stočarstvo (govedarstvo, svinjogojstvo, peradarstvo, ovčarstvo, konjogojstvo i dr).

## Povijest
Poljoprivreda je među najstarijim ljudskim djelatnostima i,. s obzirom na to da je ta djelatnost starija od bilo kojeg pisanog dokumenta, nije moguće ustanoviti kad je ona nastala. Ipak, po ostacima i arheološkim nalazima poljoprivreda je nastala negdje u razdoblju od 10.000 do 7.000 pr. Kr. kada se sastojala samo od skupljanja plodova s grmlja i drveća. Poljoprivredu danas dijelimo na stočarstvo i ratarstvo. Jednoj od najstarijih grana poljoprivrede pripada pčelarstvo.
U novije vrijeme poljoprivreda se dijeli na konvencionalnu i ekološku.

## Poljoprivreda u Republici Hrvatskoj
Hrvatska je regija najbogatija pšenicom i kukuruzom Slavonija, u Istri, Hrvatskome primorju i Dalmaciji vinogradarstvo i voćarstvo (smokve, masline) dolazi do izražaja, a u dolini Neretve bogate su plantaže mandarina.

## Vanjske poveznice
- Ministarstvo poljoprivrede
- Agronomski fakultet Sveučilišta u Zagrebu
- Pčelarstvo.hr - pčelarstvo on-line
- poljoprivreda u Hrvatskoj
- Institut za jadranske kulture i melioraciju krša Split
- Studij 'Mediteranska poljoprivreda'
- Hrvatski veterinarski institut
- Poljoprivredna tehnika Hrvatska tehnička enciklopedija, portal hrvatske tehničke baštine. LZMK

- Povrćarstvo Hrvatska tehnička enciklopedija, portal hrvatske tehničke baštine. LZMK

- PP Orahovica Hrvatska tehnička enciklopedija, portal hrvatske tehničke baštine. LZMK

- Precizna poljoprivreda Hrvatska tehnička enciklopedija, portal hrvatske tehničke baštine. LZMK